# Randall Balmer
Randall Herbert Balmer (Chicago, 22 ottobre 1954) è un religioso e storico statunitense.

## Biografia
Sacerdote episcopale, Balmer è stato professore di storia religiosa americana alla Columbia University e al Dartmouth College ed ha inoltre insegnato anche alla Columbia University Graduate School of Journalism.
Oltre all'attività religiosa e a quella accademica, Balmer ha inoltre intrapreso l'attività di scrittore e ha pubblicato numerosi saggi e articoli in relazione all'evangelicalismo. In particolare, sono salite alla ribalta le sue opinioni sulla separazione tra Stato e Chiesa e sulla politicizzazione delle questioni religiose soprattutto da parte della destra statunitense: Balmer ha infatti affermato che le questioni religiose nel corso degli anni sono divenute sempre più centrali all'interno del panorama politico statunitense a causa delle strumentalizzazioni operate dai grandi leader, che hanno fatto della religione un'arma politica e ha sostenuto che spesso l'adesione politica al Partito Repubblicano ha fuorviato i credenti evangelici portandoli a travisare i messaggi religiosi propri della loro fede in rapporto a tematiche quali l'aborto e l'omosessualità. Balmer ha inoltre analizzato i profili di alcuni politici basandosi sul loro approccio pubblico alle tematiche religiose.
Nel 1993 Balmer venne nominato all'Emmy per la scrittura delle tre parti del documentario Mine Eyes Have Seen the Glory, basato sul suo omonimo libro. Scrisse anche altri due documentari per la PBS: Crusade: The Life of Billy Graham e In the Beginning: The Creationist Controversy.
Nel 2004 Balmer si candidò per un seggio alla Camera dei rappresentanti del Connecticut come esponente del Partito Democratico ma non riuscì ad essere eletto

## Opere
- God in the White House: How Faith Shaped the Presidency from John F. Kennedy to George W. Bush, HarperOne (ISBN 0-06-073405-1)
- Thy Kingdom Come: How the Religious Right Distorts the Faith and Threatens America, Basic Books (ISBN 0-465-00519-5)
- Encyclopedia of Evangelicalism, 2nd Edition, Baylor University Press (ISBN 1-932792-04-X)
- Protestantism in America, Columbia University Press (ISBN 0-231-11130-4)
- Blessed Assurance: A History of Evangelicalism in America Beacon Press (ISBN 0-8070-7711-9)
- Mine Eyes Have Seen the Glory: A Journey into the Evangelical Subculture in America, Oxford University Press (ISBN 0-19-530046-7)
- Redeemer: The Life of Jimmy Carter, Basic Books (ISBN 978-0465029587)